# Натлі (Нью-Джерсі)
Натлі (англ. Nutley) — селище (англ. village) в США, в окрузі Ессекс штату Нью-Джерсі. Населення — 30 143 особи (2020).

## Демографія
Згідно з переписом 2010 року, у селищі мешкало 28 370 осіб у 11 314 домогосподарствах у складі 7658 родин. Було 11789 помешкань
Расовий склад населення:
| - 82,5 % — білих - 10,0 % — азіатів - 2,2 % — чорних або афроамериканців - 0,1 % — корінних американців - 3,0 % — осіб інших рас |

До двох чи більше рас належало 2,2 %. Частка іспаномовних становила 11,8 % від усіх жителів.
За віковим діапазоном населення розподілялося таким чином: 20,7 % — особи молодші 18 років, 64,8 % — особи у віці 18—64 років, 14,5 % — особи у віці 65 років та старші. Медіана віку мешканця становила 40,7 року. На 100 осіб жіночої статі у селищі припадало 88,9 чоловіків;  на 100 жінок у віці від 18 років та старших — 86,0 чоловіків також старших 18 років.
Середній дохід на одне домашнє господарство  становив 101 434 долари США (медіана — 84 974), а середній дохід на одну сім'ю — 121 572 долари (медіана — 104 828). Медіана доходів становила 73 045 доларів для чоловіків та 57 115 доларів для жінок. За межею бідності перебувало 5,8 % осіб, у тому числі 5,4 % дітей у віці до 18 років та 10,4 % осіб у віці 65 років та старших.
Цивільне працевлаштоване населення становило 14 523 особи. Основні галузі зайнятості: освіта, охорона здоров'я та соціальна допомога — 26,3 %, науковці, спеціалісти, менеджери — 15,1 %, роздрібна торгівля — 10,5 %, фінанси, страхування та нерухомість — 8,9 %.